# Patria AMV
Patria AMV (от англ. armored modular vehicle — бронированная модульная машина) — многоцелевая колёсная боевая бронированная машина, разработанная финской компанией «Патрия» в 2001 году.
Отличительной особенностью Patria AMV является модульная конструкция, благодаря чему бронемашина выпускается в различных вариантах в зависимости от предназначения. Шасси машины могут иметь колёсную формулу 8 × 8 или 6 × 6.

## История создания и производства
В средине 1990-х годов в Финляндии начались исследование на тему перспективной замены бронемашины Sisu XA-180. В 1999 году финские вооружённые силы заказали проект новой многофункциональной бронемашины, который был разработан в 2000 году. Первые прототипы Patria AMV были построены в 2001 году. Испытания бронемашины завершились в 2003 году, а через год начался серийный выпуск Patria AMV.

## Описание конструкции

### Защищённость
Максимальный уровень защиты лобовой проекции, обеспечиваемый при установке дополнительных бронемодулей пассивной защиты — от 30-мм БОПТС, соответствует Уровню 6 STANAG 4569.

## Модификации

### Основные модификации
- Базовая модификация — основой для бронетранспортёра, боевой машины пехоты, командирской машины, медицинской машины, бронированной ремонтно-эвакуационной машины, боевой разведывательной машины, самоходного противотанкового комплекса и самоходного миномёта Nemo[5].
- Модификация с высокой крышей — предлагается для командирской бронемашины, боевой разведывательной машины, медицинской машины и передвижной мастерской.
- Носитель тяжёлого вооружения — бронемашина оптимизирована для установки тяжелого вооружения, такого как 105-мм пушка или двухствольный 120-мм миномёт AMOS.

### Rosomak
KTO Rosomak — модификация для Вооружённых сил Польши, является лёгкой базовой модификацией (ранее обозначался как AMV XC-360P), без дополнительного бронирования корпуса и с возможностью плавать.

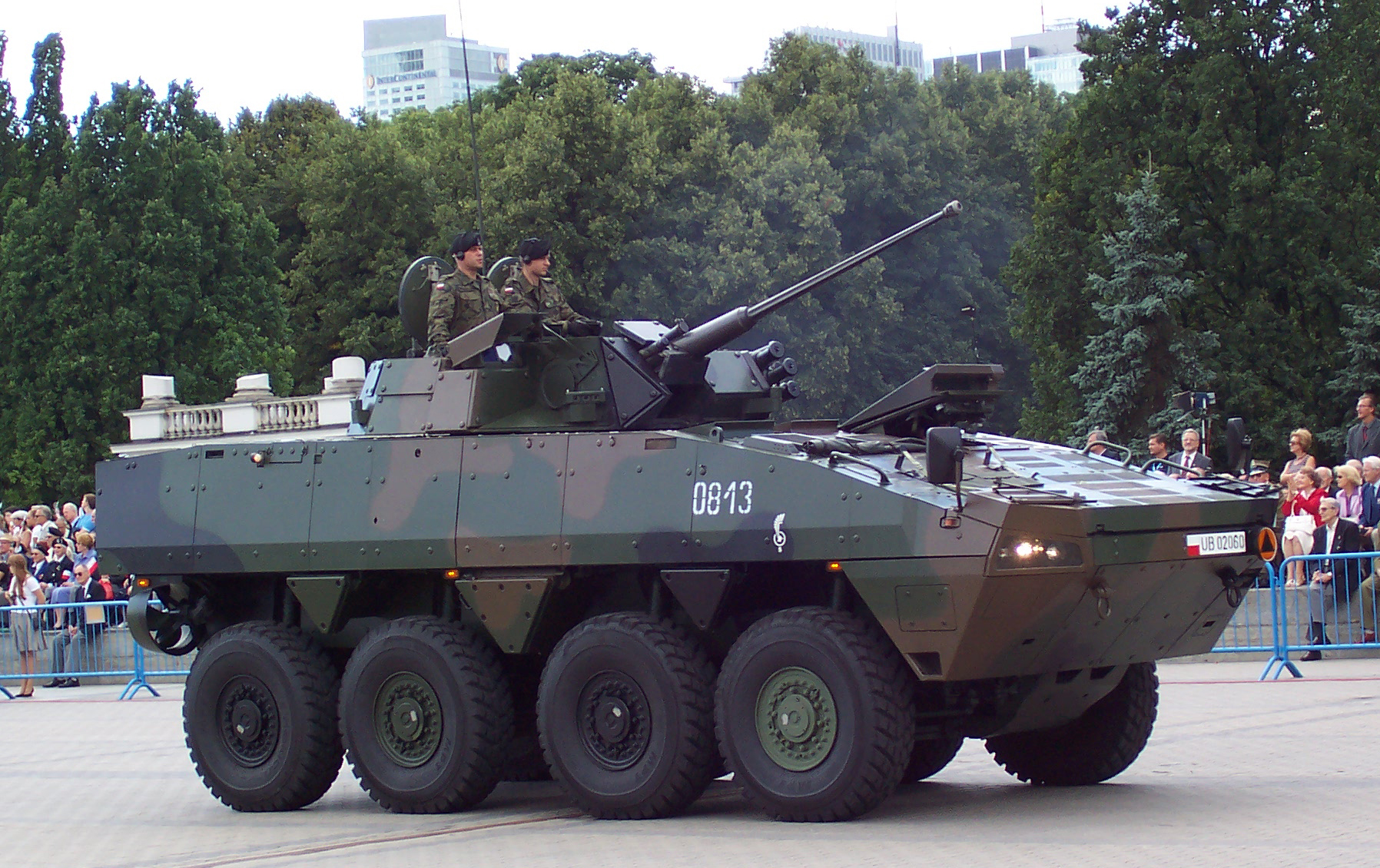
БМП KTO Rosomak — польская лицензионная модификация Patria AMV, 2006 год — оснащена двухместной башней c 30-мм пушкой Bushmaster II

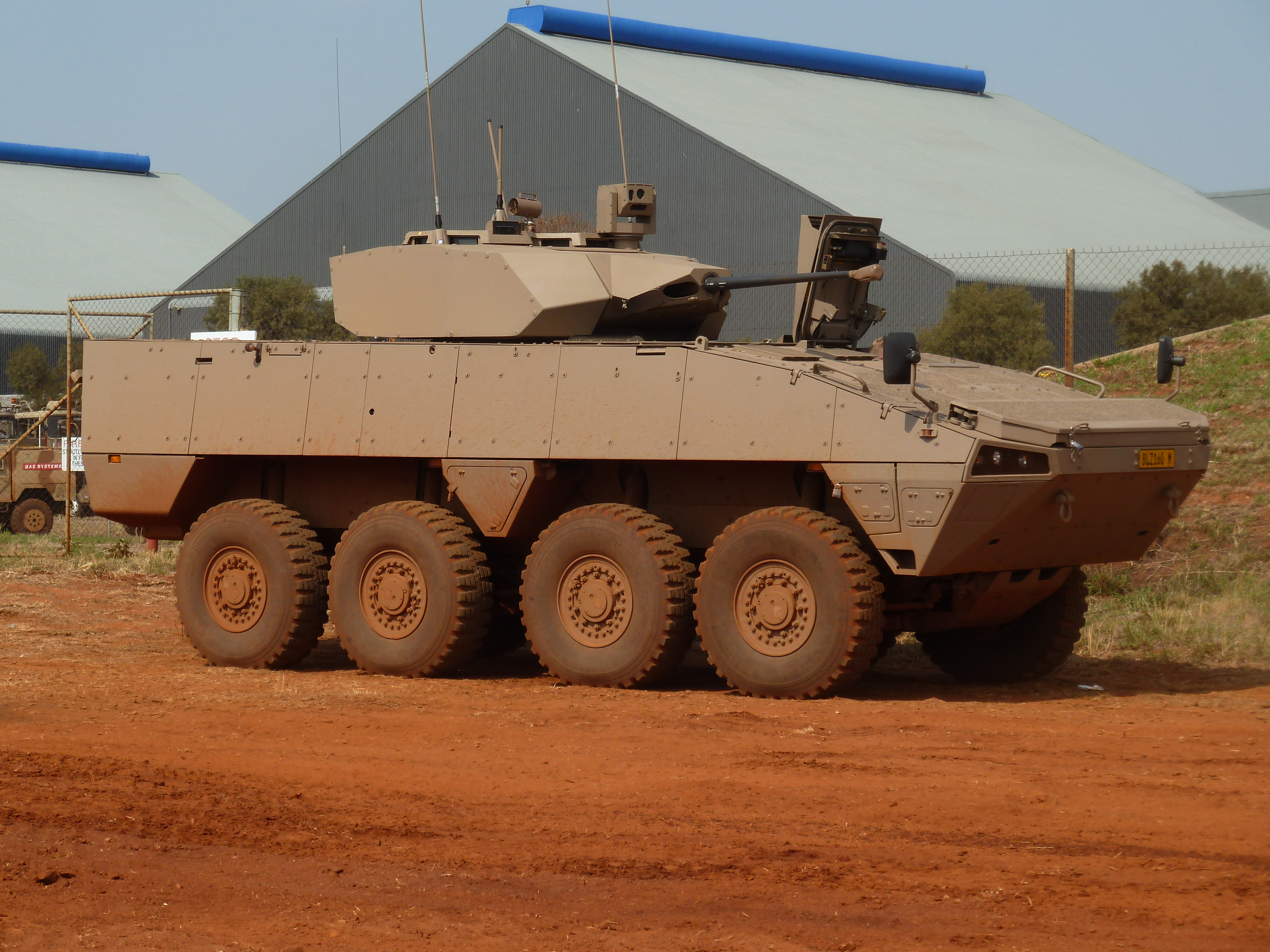
БМП Badger (ЮАР) с башней МСТ 30 разработки Denel Land Systems, оснащенной 30-мм пушкой Denel GI-30 CamGun

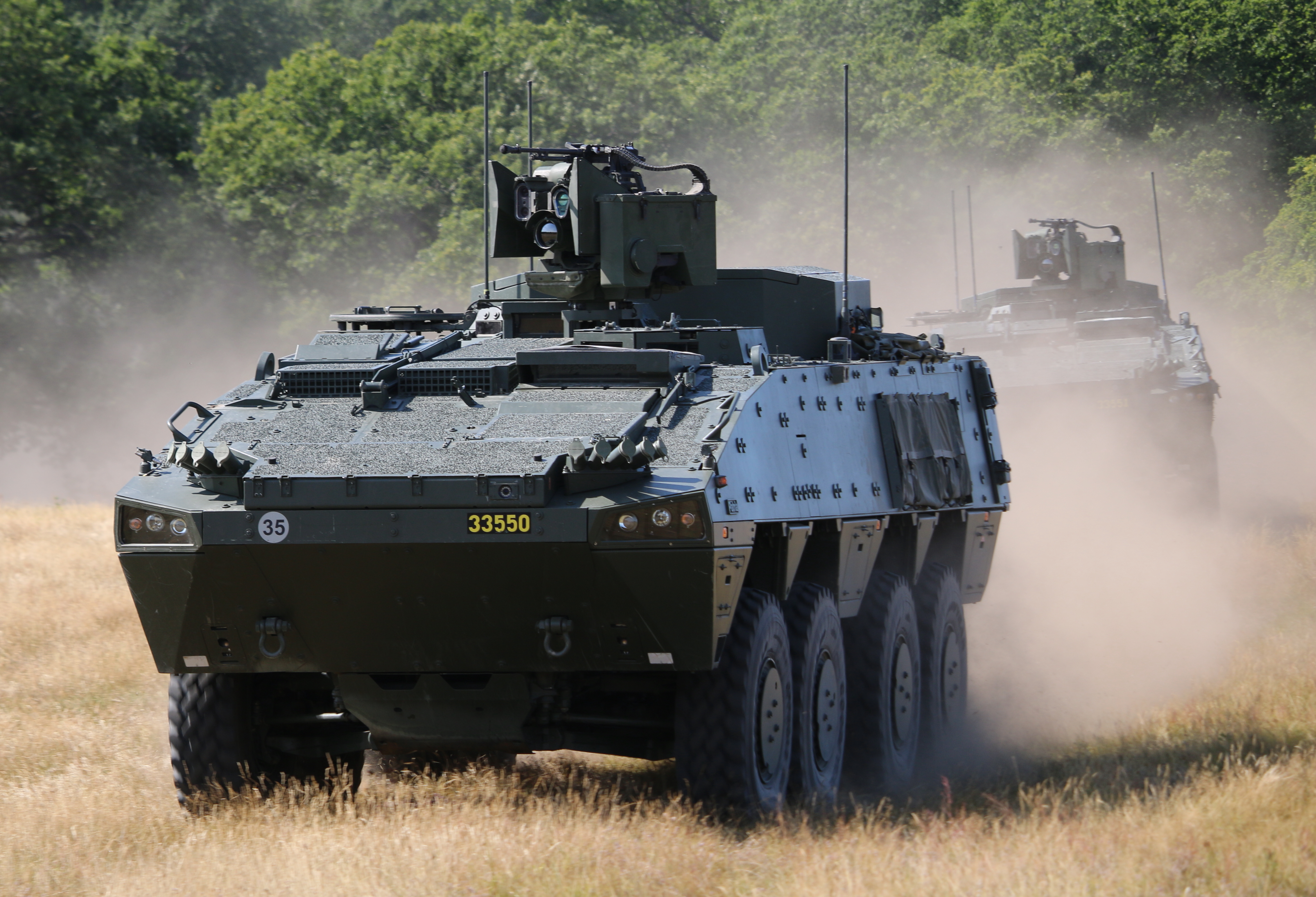
Шведский вариант AMV — БТР Patgb 360 с дополнительным модулем пассивной брони на верхней лобовой детали

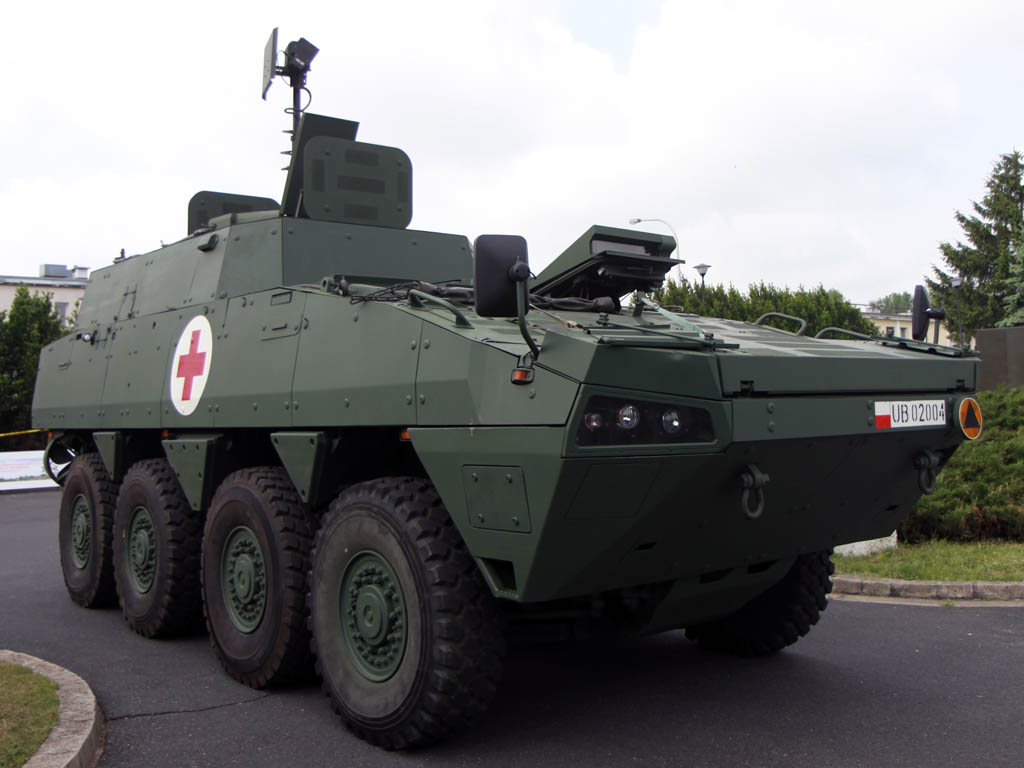
Rosomak-WEM

- Rosomak — БМП, оснащенная двухместной башней HITFIST-30P (модификация башни HITFIST-25, БМП Dardo), итальянской компании OTO Melara, лицензионное производство которой было налажено в Польше. Вооружена: 30-мм автоматической пушкой ATK Mk 44 Bushmaster II и 7,62-мм пулемётом UKM-2000C.[6]
- Rosomak-1 — БТР, с дистанционно управляем боевым модулем, вооруженным 12,7-мм пулемётом.
- Rosomak-2 — вариант БМП Rosomak с установками ПТУР Spike-LR.
- Rosomak-S — вариант для двух противотанковых команд с ПТУР Spike-LR и без стрелкового вооружения. Переоборудован из базового варианта.
- Rosomak-WDST — командирская машина.
- Rosomak-WEM — бронированная медицинская машина.
- Rosomak-WPT — машина технической помощи.
- Rosomak-WWO — машина огневой поддержки, предлагаемый с башней CT-CV — компании CMI Defence, или башней Hitfact — ОТО Melara. Может быть вооружёна 105-мм, или 120-мм пушкой.
- Rosomak-KTWI — инженерная машина.
- Rosomak-KTRI— машина инженерной разведки.
- Rosomak-RSK — машины химической разведки.
- Rosomak-R1 — предполагавшаяся разведывательная машина с колёсной формулой 6 × 6 и боевым отделением БМП.
- Rosomak-R2 — предполагавшаяся разведывательная машина с колёсной формулой 6 × 6 и боевым отделением БТР.
- Rosomak-NJ — учебная машина для подготовки водителей.
- Rosomak-WSRiD — версия носителя мультисенсорной системы разведки и наблюдения.
- Rak-K — версия с увеличенным погоном и 120-мм миномётной системой Rak.

### SKOV Svarun
- SKOV Svarun — модификация для армии Словении, предполагалась в семи различных вариантах.

### Badger
Badger — модификация для армии ЮАР, оборудованный усиленной броневой и противоминной защитой и модульными башнями MCT разработки DLS. Представлена в пяти различных вариантах:
- БМП (Section Variant — SV) — оснащена двухместной модульной башней MCT 30, вооружённой 30-мм автоматической пушкой Denel GI-30 CamGun и 7,62-мм пулемётом.
- Машина огневой поддержки (Fire Support Variant — FSV, машина командиров взводов) — оснащена башней MCT 30.
- Самоходный противотанковый комплекс — вооружен четырьмя пусковыми установками ПТРК Denel Ingwe.
- Самоходный миномёт — вооружён башней MCT 30 и 60-мм дальнобойным миномётом Denel M10.
- Командно-штабная машина — вооружёна 12,7-мм пулемётом.

### Pansarterrängbil 360
- Шведские варианты AMV оснащены дополнительным бронированием корпуса (как у БТР XC360 финской армии) и лишены возможности плавать. Машины получили шведские военные обозначения: БТР — Patgb 360 (Pansarterrängbil 360), КШМ — Stripatgb 360, санитарный — Sjtppatgb 360, БРЭМ — Reppatgb 360.

## На вооружении
- Финляндия — 62 XA-360 и 18 XA-361 AMOS по состоянию на 2024 год[7]
- Польша — 351 Rosomak IFV, 300 Rosomak APC и 98 RAK на вооружении по состоянию на 2024 год на вооружении по состоянию на 2024 год[8]. В 2003 году заключен контракт на поставку 997 единиц всех модификаций[9]
- Словакия — Patria AMV XP 8×8[10].
- Словения — 30 Patria 8×8 (Svarun) по состоянию на 2024 год[11]. Контракт на поставку 135 бронемашин, в семи различных вариантах, был заключён в конце 2006 года. При этом большая часть машин должна была быть произведена на предприятии Rotis в Кочевье, а запланированные поставки на 2008—2012 годы. Всего было получено 27 машин, в 2009—2011 годах[12]

в 2015 году заключен контракт на поставку 30 Rosomak. Заказ должен быть произведен на локальном предприятии Scipio
- Украина — 98 Rosomak по состоянию на 2024 год[13]
- Хорватия — 126 Patria AMV по состоянию на 2024 год[14]
- Швеция — 113 XA-360 по состоянию на 2024 год[15]
- Япония[16][17][18][19][20][21][22][23][23][24]

## Боевое применение
- Война в Афганистане (с 2001) — польские бронемашины Rosomak активно эксплуатировались во время конфликта[25][26].
- Миссия ООН в Центральноафриканской Республике и Чаде (2007—2010) — польские бронемашины Rosomak принимали участие в миссии в составе Вооружённых сил Европейского союза[27].

### Вторжение России на Украину
Поставленные Польшей колёсные БМП Rosomak применяется ВСУ во время российского вторжения на Украину с осени 2023 года. 24 сентября 3 такие машины были потеряны во время неудачной попытки атаки ВСУ под Адреевкой.